# Gaos (almirall)
Gaos (Γαώς) - Poliè l'esmenta com a Glos i existeixen dubtes sobre la forma correcta del seu nom (Glaos o Glos) - fou un almirall persa, comandant de la flota en la gran expedició enviada per Artaxerxes II de Pèrsia contra Evàgores I de Salamina de Xipre el 386 aC. El seu cap era Tirabazos, que era el seu sogre (estava casat amb la seva filla) i era comandant en cap de la flota. Va contribuir decisivament a la victòria persa sobre el rei xipriota la flota del qual fou derrotada a Citium (Cition). Salamina va quedar assetjada però quan el setge es va prolongar, Tirabazos fou cridat a la cort persa i Gaos va tenir por de ser arrossegat per la seva desgràcia i va decidir revoltar-se contra el rei persa. Decidit això va retirar les seves forces de Salamina, en les quals tenia confiança, i es va aliar amb Akhoris d'Egipte i amb Esparta. Un enviat secret del rei persa el va assassinar.